# Словенске Клячани
Словенске Клячани (словац. Slovenské Kľačany) — село, громада в окрузі Вельки Кртіш, Банськобистрицький край, центральна Словаччина, історичний регіон Новоград. Кадастрова площа громади — 9,14 км². Населення — 163 особи (за оцінкою на 31 грудня 2017 року).

## Історія
Перша згадка 1379 року.

## Населення
| Рік:            | 1994. | 2004.   | 2014.   | 2024.    |
| --------------- | ----- | ------- | ------- | -------- |
| Кількість осіб: | 172   | 165     | 158     | 176      |
| Різниця:        |       | -4,06 % | -4,24 % | +11,39 % |

| Рік:            | 2023. | 2024.   |
| --------------- | ----- | ------- |
| Кількість осіб: | 175   | 176     |
| Різниця:        |       | +0,57 % |